# RCW 103
RCW 103 (ou Kes 33, ou SNR G332.4-0.4) est un rémanent de supernova situé dans le plan galactique, dans la constellation de la Règle. Il est connu pour être un rémanent jeune qui recèle une source de rayons X très atypique.

## Découverte
Cet objet fut d'abord catalogué lors de la réalisation du catalogue RCW en 1960. Il a été identifié comme rémanent de supernova par M. J. L. Kesteven en 1968 et fut naturellement incorporé au catalogue Kesteven par la suite. En 1980, le satellite artificiel HEAO-2 (Einstein) y détecte une émission de rayons X,, aujourd'hui principalement attribuée à son mystérieux objet central (voir ci-dessous).

## Caractéristiques physiques
En ondes radio, le rémanent se présente sous la forme d'une coquille sphérique, plus brillante dans sa partie sud. Son diamètre est d'environ 10 minutes d'arc. Son émission est plutôt élevée, de l'ordre de 28 Janskys à la fréquence de 1 GHz. En optique, on observe quelques filaments, qui correspondent assez bien à la délimitation de la coquille vue en radio. Les filaments sont plus brillants dans la région sud-est. Dans le domaine des rayons X, le rémanent est plus brillant dans la direction nord-ouest et présente une source centrale. Les mesures effectuées à l'aide de l'absorption HI permettent d'estimer la distance du rémanent à 3,1 kpc. En combinant ceci avec son diamètre angulaire de 10 minutes d'arc, la taille physique de l'objet est de l'ordre de 10 parsecs, ce qui en fait un rémanent relativement jeune : en supposant que la matière éjectée par la supernova qui lui a donné naissance l'a été à la vitesse typique de 10 000 km s−1, son âge serait de l'ordre de 500 ans, ce qui en fait un des rémanents parmi les plus jeunes connus. En réalité, l'analyse du bord du rémanent suggère une vitesse d'expansion moindre et un âge plus élevé, de l'ordre de 1200 à 3200 ans. Au vu de la distance et de l'âge supposé du rémanent, il apparaît possible que l'explosion de la supernova qui lui a donné naissance ait été visible depuis la Terre par les astronomes de l'époque, mais aucun témoignage ne la mentionnant n'existe (voir Supernova historique), aussi l'âge de l'objet est-il estimé comme étant plus probablement supérieur à 2000 ans.
Un possible pulsar a été découvert dans ce rémanent, 1E161348-5055. Il existe également un pulsar relativement jeune, PSR J1607-5055, très proche du rémanent mais en dehors de celui-ci. L'âge caractéristique de ce pulsar, de l'ordre de 8000 ans, ainsi que sa position en dehors de celui-ci rendent son association avec ce dernier très peu vraisemblable, tout comme l'estimation de sa distance, à plus de 6 kpc.

## Objet central
En 1980, le satellite artificiel Einstein découvre dans la direction du centre du rémanent une source de rayons X, alors appelée 2E 3623 (voir Désignation des sources de rayons X). Aucune pulsation ou variabilité de cette source n'est alors détectée, mais sa position proche du centre du rémanent incite à penser qu'il s'agit de l'étoile à neutrons créée lors de la supernova qui a donné naissance au rémanent, celle-ci n'étant pas observée sous forme de pulsar, mais par la seule l'émission thermique de sa surface. En 1997, le satellite ASCA affine les observations de cet objet, lui conférant une luminosité de 1027 W dans le domaine des rayons X, et une température de 0,6 keV, soit environ 7 millions de degrés. Cette hypothèse conforte l'idée que ce rayonnement pourrait résulter de l'émission thermique d'une étoile à neutrons, bien que la surface d'émission déduite de ces chiffres soit relativement faible : un objet sphérique possédant une telle émission devrait mesurer environ 700 mètres de rayon, soit une valeur plus de 15 fois moindre que le rayon minimal d'une étoile à neutrons. Par la suite, cette hypothèse est définitivement exclue : en suivant l'évolution de cette source sur quelques années est observée une diminution très nette (d'un facteur 10) de sa luminosité en l'espace de quatre ans. L'hypothèse que l'objet soit un objet compact connaissant des phases d'accrétion irrégulière est envisagée. À partir de 2000, plusieurs résultats relatifs à une variabilité à court terme de la source sont publiés. En 2000, à partir des données archivées du satellite ASCA et du télescope spatial Chandra, est mise en évidence une variabilité d'environ 6 heures de cette source. Cette variabilité est recherchée à l'aide du télescope spatial XMM-Newton en 2002, mais n'est pas observée. Enfin, en 2006, de nouvelles observations sur plus de 24 heures avec le même instrument mettent sans ambigüité en évidence des pulsations de période 6,67 heures. Les données ne sont pas assez précises pour déterminer si la périodicité du signal a significativement évolué au cours des dernières années, par contre la fraction de modulation du signal, ainsi que sa forme sur une période connaît d'importantes variations, une situation similaire à ce que l'on observe dans un pulsar X anormal.

### Nature de l'objet central
Que la modulation soit due à une période de rotation d'un objet central semble incompatible avec les connaissances actuelles de la formation et de l'évolution des étoiles à neutrons (cela nécessiterait en particulier un champ magnétique initial absolument gigantesque pour cet astre), et qu'elle soit due au fait que l'on a affaire à un système binaire en orbite serrée se heurte à sa faible luminosité : 1027 W au lieu de 1031 W d'ordinaire. Seule une binaire X très âgée (un milliard d'années) pourrait posséder une aussi faible luminosité, mais cela est totalement incompatible avec l'âge du rémanent. La nature de cet objet central reste de ce fait aujourd'hui (2007) incertaine. Il est probable que l'interaction de cet objet avec de la matière issue de la supernova qui serait en train de lui tomber dessus joue un rôle crucial dans l'évolution de celui-ci.